# کافه امریکانو
کافه امریکانو (ایتالیایی: Caffè americano) گونه‌ای اسپرسو رقیق‌شده با آب داغ است با طعمی متفاوت با قهوه دم کرده سنتی.

## تاریخچه
اصطلاح آمریکانو برمی‌گردد به سال‌های ۱۹۷۰ کلمه کافه آمریکانو یک واژه ایتالیایی است که عده‌ای می‌گویند در زمان جنگ جهانی دوم یک سرباز آمریکایی عادت داشت اسپرسو را با آب داغ رقیق کند و بنوشد.